# Ippofobia
L'equinofobia o ippofobia è una paura psicologica dei cavalli. L'equinofobia deriva dalla parola greca φόβος (phóbos), che significa "paura" e dalla parola latina equus, che significa "cavallo". Il termine ippofobia deriva anche dalla parola greca phóbos con il prefisso derivato dalla parola greca per cavallo, ἵππος (híppos).
Un esempio della fobia può essere trovato nello studio psicoanalitico di Freud sul Piccolo Hans.

## Sintomi
I seguenti sintomi possono essere manifestati quando una persona che soffre di equinofobia pensa a un cavallo o è fisicamente vicino a uno:
- Sensazione di terrore
- Ansia (anche se il cavallo è considerato amichevole e rilassato)
- Tremito
- Panico
- Palpitazioni
- Fiato corto
- Aumento improvviso della frequenza cardiaca
- Nausea
- Pianto

Chi soffre di equinofobia può anche temere altri ungulati come asini e muli.

## Cause
Le esperienze negative con i cavalli durante la propria infanzia possono dare origine a questa fobia. L'equinofobia può anche essere innescata da una caduta da cavallo (un esempio infame è stato quando Christopher Reeve, un attore noto per aver interpretato Superman, è caduto da cavallo, si è rotto il collo ed è rimasto paralizzato dal collo in giù per il resto della sua vita). In molti casi, le persone iniziano a evitare i cavalli e questo si sviluppa gradualmente dalla paura a una fobia conclamata.
La fobia può anche essere causata da una semplice paura dell'animale stesso. Le dimensioni e il peso imponenti di un cavallo e i denti grandi possono spaventare alcune persone, specialmente i bambini.
Le rappresentazioni mediatiche negative di cavalli e stalloni possono aumentare le proprie paure.

## Trattamento
Molte opzioni di trattamento sono disponibili per coloro che ne soffrono. La terapia cognitivo comportamentale è una forma di terapia per le persone che soffrono di determinate fobie. Si concentra sulle proprie paure e sul motivo per cui esistono. Cerca di cambiare e sfidare i processi di pensiero dietro la propria paura. Gli studi hanno dimostrato che è stato efficace nel trattamento delle persone con equinofobia.
Convincere il paziente che i cavalli non sono minacce naturali per l'uomo e che anche gli umani sono stati predatori di cavalli può aiutare. Durante il Paleolitico, i cavalli selvaggi costituivano un'importante fonte di cibo per l'uomo. In molte parti d'Europa, il consumo di carne equina continuò per tutto il Medioevo fino ai tempi moderni, nonostante il divieto papale della carne equina nel 732.

## Persone legate all'ippofobia
- Eric Berry, giocatore di football americano;[10]
- Kristen Stewart, attrice americana;[10]
- Robert Pattinson, attore britannico.[10]